# Salobral del Zambeze
La ecorregión del salobral del Zambeze es una ecorregión de la ecozona afrotropical, definida por WWF, situada en Botsuana y Mozambique.

## Descripción
Es una ecorregión de pradera inundada con una extensión de 30.400 kilómetros cuadrados. 
Ocupa dos áreas separadas: 
- la depresión de Makgadikgadi, en Botsuana, está rodeada por la sabana arbolada del Kalahari, excepto por el este, donde limita con la sabana arbolada de África austral
- el valle del Changane, en Mozambique, está situado entre la sabana arbolada de miombo meridional, al este, y la sabana arbolada de mopane del Zambeze, al oeste; limita también, en su extremo sur, con la selva mosaico costera de Maputaland y la selva mosaico costera de Inhambane.

## Flora
La depresión de Makgadikgadi es un desierto salado, casi completamente desprovisto de vegetación. Las plantas dominantes son las algas verdeazuladas que cubren la superficie durante la estación de las lluvias. En el valle de Changane la salinidad es menor, y predominan las praderas.

## Fauna
Los únicos animales que habitan permanentemente en las depresiones salinas son varias especies de invertebrados muy especializados, principalmente crustáceos, adaptados para soportar largos períodos de sequía y reproducirse rápidamente con las lluvias.
Los avestruces (Struthio camelus) anidan en las depresiones salinas para evitar a los depredadores.

## Estado de conservación
Vulnerable. Gran parte de la ecorregión permanece intacta, y la población humana es baja.

## Protección
Gran parte de la ecorregión carece de protección.
- Parque Nacional de las Depresiones de Makgadikgadi, en Botsuana